# 布萊克洛克冰川
布萊克洛克冰川（英語：Blaiklock Glacier）是南極洲的冰川，位於科茨地，全長16海里（30），往北流經特恩派克海崖，接著通過沙克爾頓山脈西邊往西北方向流經普羅文德山和洛伊山。布萊克洛克冰川在1957年由英聯邦探險隊（Commonwealth Trans-Antarctic Expedition，CTAE）首次繪入地圖，名稱來自1955-1956 CATE先遣隊領導人，以及1956-1958年運輸隊偵察員Kenneth V. Blaiklock。